# اریکا لاولر
اریکا لاولر (انگلیسی: Erika Lawler؛ زادهٔ ۵ فوریهٔ ۱۹۸۷) بازیکن هاکی روی یخ اهل ایالات متحده آمریکا است.